# Mettembert
Mettembert (Duits: Mettenberg of Mettemberg) is een gemeente en plaats in het Zwitserse kanton Jura, en maakt deel uit van het district Delémont.
Mettembert telt 126 inwoners.